# 日和山燈塔
日和山燈塔（日语：日和山灯台，平假名：、羅馬拼音：Hiyoriyama-toudai）為在北海道小樽市祝津高島岬之中型燈塔。在北海道為僅次於納沙布岬燈塔排名為第2的初點燈燈塔。

## 歷史
- 1883年（明治16年）、建設為白色木造六角形的燈塔。
- 1911年（明治44年）、併設霧信號所。
- 1953年（昭和28年）、改築為現在的水泥混凝土造。
- 1968年（昭和43年）、塔身塗上赤白横帯線。

## 燈塔結構與行政諸元

### 燈塔結構諸元
- 航路標識番號：0580 [M6996]。
- 塔身塗色・構造：塔身在白色基質上塗2條赤横帯，塔形為水泥混凝土造。
- 燈器：40cm回轉燈器。
- 燈質：單閃白光（毎8秒1閃光）。
- 實効光度：110,000cd。
- 光程：19海里（約35公里）。
- 明弧：從108度至347度。
- 塔高（地上～塔頂）：10.2米。
- 燈高（平均海面～燈火）：49.8米。
- 燈塔座標：北緯43度14分18秒、東經141度00分58秒。

### 燈塔行政諸元
- 管轄機關：日本海上保安廳第1管區海上保安本部。
- 初點燈：1883年（明治16年）10月15日。
- 所在地：北海道小樽市祝津高島岬。

## 附屬施設
- 霧信號所（隔膜式霧笛(Diaphragm horn)：毎40秒1回吹鳴）

## 交通
- 從JR小樽站旁之北海道中央汽車的小樽水族館站起行乘車。在終點站下車徒步走10分即可抵達。

## 其它
- 電影《悲歡的歲月》（或譯《亦喜亦悲幾度秋》）的拍攝場景。

## 周邊情報
- 小樽水族館
- 小樽運河
- 小樽市總合博物館

## 關連事項
- 霧信號所
- 悲歡的歲月
- 小樽市

## 外部連結
- 小樽海上保安部 （页面存档备份，存于） （日語）